# Hôtel de Saint-Brice
L’hôtel de Saint-Brice est un hôtel particulier situé à Fougères, dans le département d'Ille-et-Vilaine, en région Bretagne.

## Localisation
L'hôtel particulier, cadastré section AT, numéro 779, est situé au 1 de la rue Lesueur, la parcelle d'assiette se trouvant à l'angle de la Rue Lesueur et de la Rue du Four. La propriété figure au cadastre napoléonien de 1821 sous les numéros 1064 et 165 de la section B1 dite du midi, bordée à l'ouest par la Rue de Berry et au nord par celle de Bourbon.

## Histoire
L'hôtel particulier est construit en 1566 par la Guillaume de La Fontaine. Il passa ensuite par héritage aux d'Erbrée, à la famille de Volvire, seigneurs de Saint-Brice, puis aux Guérin de la Grasserie, devenus seigneurs de Saint-Brice.
Ambroise Baston de La Riboisière, devenu propriétaire au cours du XVIIIe siècle, le fit agrandir en 1766.
La sœur de l'écrivain François-René de Chateaubriand, Bénigne, comtesse de Québriac occupa l'hôtel particulier.